# 利伯蒂鎮區 (密蘇里州巴里縣)
利伯蒂鎮區（英語：Liberty Township）是位於美國密蘇里州巴里縣的一個行政鎮區。

## 地方資料
利伯蒂鎮區的面積為116.95平方千米，皆為陸地。根據2020年美國人口普查的數據，當地共有人口1269人，而人口密度為每平方千米10.85人。